# Dehidrohalogénezés

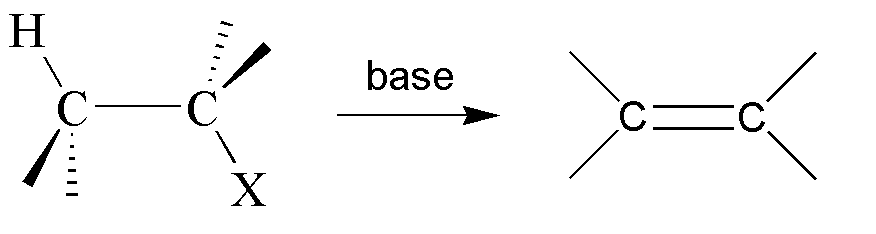
Alkén terméket eredményező dehalogénezés

A dehidrohalogénezés olyan kémiai reakció, amelynek során egy molekulából hidrogén-halogenid lép ki (eliminálódik). Ez a reakció általában alkének szintéziséhez kapcsolódik, de szélesebb körű alkalmazásai is vannak.

## Alkil-halogenidek dehidrohalogénezése
A dehidrohalogénezés kiindulási anyagai hagyományosan az alkil-halogenidek. A vegyületnek képesnek kell lennie arra, hogy alkénné alakuljon: metil- és benzil-halogenidek esetén nem megy végbe ez a reakció, és az aril-halogenidek sem megfelelő kiindulási anyagok. Erős bázis hatására a klórbenzol dehidrohalogénezése arin intermedieren keresztül játszódik le, és termékként fenol keletkezik.

### Bázis katalizált reakciók
Erős bázissal történő kezelés hatására számos alkil-klorid a megfelelő alkénné alakul át. A folyamatot β-eliminációnak nevezik, ez az eliminációs reakciók egyik típusa. A Zajcev-szabály segít megjósolni a reakció regioszelektivitását. Alább néhány példa látható:
{\displaystyle {\begin{aligned}{\ce {{\underset {etil-klorid}{^{\beta }CH3-^{\alpha }CH2Cl}}+KOH}}\ &{\ce {->{\underset {etil{\acute {e}}n}{CH2=CH2}}+{KCl}+H2O}}\\{\ce {{\underset {1-kl{\acute {o}}rprop{\acute {a}}n}{CH3-CH2-CH2Cl}}+KOH}}\ &{\ce {->{\underset {prop{\acute {e}}n}{CH3-CH=CH2}}+{KCl}+H2O}}\\{\ce {{\underset {2-kl{\acute {o}}rprop{\acute {a}}n}{CH3-CHCl-CH3}}+KOH}}\ &{\ce {->{\underset {prop{\acute {e}}n}{CH3-CH=CH2}}+{KCl}+H2O}}\end{aligned}}}
Itt etil-klorid és etanolban oldott kálium-hidroxid reakciójában etilén keletkezik. Hasonló módon az 1-klórpropán és a 2-klórpropán propénné alakul.
Általánosságban elmondható, hogy az alkil-halogenidek kálium-hidroxiddal történő reakciója során verseng az elimináció és az erős, sztérikusan nem gátolt OH− nukleofillel történő SN2 nukleofil szubsztitúciós reakció. Alkoholok azonban általában csak kis mennyiségben képződnek. A dehidrohalogénezéshez gyakran erős bázisokat, például kálium-terc-butoxidot ([CH3]3CO− K+) használnak.

### Termikus krakkolás
A fentebb leírt báziskatalizált dehidrohalogénezést ipari méretben nem preferálják, a keletkező alkáli-halogenid só kezelése ugyanis nehézkes. Ehelyett a termikusan kiváltott dehidrohalogénezést részesítik előnyben. Az egyik példa erre a vinil-klorid előállítása az 1,2-diklóretán hevítésével:
CH2Cl-CH2Cl   →   CH2=CHCl  +  HCl
A melléktermékként keletkező HCl az oxiklórozási reakcióban újrahasznosítható.
Fluorozott alkének előállításához termikus dehidrofluorozást használnak. Erre példa az 1,2,3,3,3-pentafluorpropén 1,1,2,3,3,3-hexafluorpropánból történő előállítása:
CF2HCH(F)CF3  →  CHF=C(F)CF3  +  HF

## Epoxidok képződése
Az R(HO)CH-CH(Cl)R' csoportot tartalmazó klórhidrinek dehidroklórozással epoxidokká alakulnak. Ezzel az eljárással iparilag évente több millió tonna propilén-oxidot állítanak elő propilén-klórhidrinből:
CH3CH(OH)CH2Cl  +  KOH   →   CH3CH(O)CH2  +  H2O  +  KCl

## Fordítás
Ez a szócikk részben vagy egészben  a   Dehydrohalogenation című angol Wikipédia-szócikk ezen változatának fordításán alapul.  Az eredeti cikk szerkesztőit annak laptörténete sorolja fel. Ez a jelzés csupán a megfogalmazás eredetét és a szerzői jogokat jelzi, nem szolgál a cikkben szereplő információk forrásmegjelöléseként.